# Amadiya
Amadiya (Amedi o Amadia) es una ciudad de Irak perteneciente a la gobernación de Dahuk, en el Kurdistán iraquí. Está situada a 1400 metros sobre el nivel del mar en la cuenca del Gara (afluente del Gran Zab), a 17 km de la frontera con Turquía. La población es de unos 6000 habitantes.

## Historia
Antigua fortaleza que toma su nombre de Imad al-Din Zangi que la construyó en el 1142 sobre un castillo aún más antiguo llamado Ashib, y que le puso el nombre de Imadiyya, modificado actualmente a Amadiya. Fue el feudo de la familia kurda de los Bahdinan, originaria de Taron, que se estableció en el 1203. El momento de máxima expansión el principado abarcaba también Dahuk y Zakho y otros territorios vecinos. A partir del siglo XVI la ciudad pasó varias veces de safávidos a otomanos.